# Claude France
Claude France (Emden, Alemania, 9 de marzo de 1893 - París 3 de enero de 1928) es el nombre artístico de Jane Joséphine Anna Françoise Wittig, más conocida como Anne Wittig, que fue una actriz francesa de cine mudo.

## Carrera
Descubierta por León Gaumont, que quedó impresionado por su belleza al verla en una película en la que participó para promocionar el trabajo de la damas de beneficencia durante la Primera Guerra Mundial, fue Marcel l'Herbier quien la dirigió en un papel de aventurera en Le Carnaval des vérités y quien eligió para ella el seudónimo de Claude France, con intención de disimular su origen alemán. Los éxitos se sucedieron hasta su última cinta, «L'Île d'amour».
Mantuvo una relación sentimental con el conde de Chilly, al que había conocido en el hospital de Suiza donde desarrolló su actividad como voluntaria, el cual, tras la guerra, colaboró con los servicios de espionaje franceses. Se la ha relacionado con la denuncia que llevó al patíbulo a Mata Hari, con la que al parecer mantuvo relación de amistad.
Debido a motivos que no se han aclarado, entre los que podrían contarse contrariedades de orden sentimental, se suicidó por inhalación de gas en su casa de París el 3 de enero de 1928.

## Filmografía
- 1919, Le Carnaval des vérités de Marcel l'Herbier.
- 1920, La Chambre du souvenir de Pierre Marodon.
- 1921, Le Père Goriot de Jacques de Baroncelli.
- 1922, Le Diamant vert de Pierre Marodon.
- 1923, Pax Domine de René Leprince.
- 1923, Violettes impériales de Henry Roussell.
- 1923, Souvent femme varie de Jean Legrand.
- 1923, L'Autre Aile de Henri Andréani.
- 1924, Hrichy v manzelstvi y Moderne Ehen de Hans Otto - (Versiones checa y alemana).
- 1925, Le Prince charmant de Víctor Tourjansky.
- 1925, Le Bossu de Jean Kemm.
- 1925, L'Abbé Constantin de Julien Duvivier.
- 1925, Fanfan la Tulipe de René Leprince.
- 1926, Le Dédale de Gaston Roudès et Marcel Dumont.
- 1926, Le Berceau de dieu de Fred Leroy-Granville.
- 1926, André Cornélis de Jean Kemm, basada en la novela homónima de Paul Bourget.
- 1926, Simone de E. B. Donatien.
- 1926, Lady Harrington de Fred Leroy-Granville.
- 1927, La Madone des sleepings de Marco de Gastyne y Maurice Gleize.
- 1927, L'Île d'amour de Jean Durand y Berthe Dagmar.
- 1928, Miss Édith, duchesse de E. B. Donatien.